# Карл Маркс
Карл Га́йнріх Маркс (нім. Karl Heinrich Marx; 5 травня 1818, Трір — 14 березня 1883, Лондон) — німецький філософ, політичний теоретик, економіст, історик, соціолог, журналіст і революційний соціаліст. Найвідомішими його працями є «Маніфест комуністичної партії» (1848), написаний у співавторстві з Фрідріхом Енґельсом, і тритомник «Капітал» (1867–1894). Останній є головною працею Карла Маркса, у якій він застосувує критичний метод історичного матеріалізму для всебічного аналізу капіталізму. Ідеї Маркса та їхній подальший розвиток, відомі під загальною назвою «марксизм», справили величезний вплив на сучасну соціологічну, економічну та політичну думку.
Уродженець Тріра (тоді — частина Пруссії), Карл Маркс навчався в Боннському, Берлінському та Єнському університетах. В останньому, 1841 року, Маркс здобув ступінь доктора філософії. Як представник молодогеґельянців, він зазнав впливу філософії Геґеля, критикував і розвивав його ідеї у своїх працях, таких як «Німецька ідеологія» (1846) та «Економічні рукописи 1857–1858». 1844 року в Парижі Маркс написав свої паризькі рукописи та познайомився з Фрідріхом Енґельсом, який став його найближчим другом і співавтором. Переїхавши до Брюсселя у 1845 році, вони активно брали участь у діяльності Союзу комуністів, а у 1848 році написали «Маніфест комуністичної партії», в якому виклали ідеї Маркса та програму революції. Маркса вислали з Бельгії та Німеччини, і у 1849 році він переїхав до Лондона, де написав «Вісімнадцяте брюмера Луї Бонапарта» (1852) та «Капітал». З 1864 року Маркс був залучений до діяльності Міжнародного товариства робітників (Першого Інтернаціоналу), де протистояв впливу анархістів на чолі з Михайлом Бакуніним. У своїй праці «Критика Готської програми» (1875) Маркс писав про революцію, державу та перехід до комунізму. Помер Маркс у 1883 році, будучи апатридом, і був похований на кладовищі Гайгейтському цвинтарі.
Згідно з Марксовою критикою історії, суспільства та політичної економії, людські суспільства розвиваються через класову боротьбу. У капіталістичному способі виробництва це виражається у конфлікті між панівним класом (відомим як буржуазія), що контролює засоби виробництва, та робітничим класом (відомим як пролетаріат), що забезпечує ці засоби, продаючи свою робочу силу в обмін на заробітну плату. Використовуючи метод історичного матеріалізму, Маркс передбачав, що капіталізм, подібно до попередніх соціо-економічних систем, породжує внутрішні суперечності, які зрештою приведуть до його саморуйнації та заміни новою системою, яка забезпечить соціалістичний спосіб виробництва. Для Маркса, класові антагонізми в умовах капіталізму — частково зумовлені його нестабільністю та схильністю до криз —  сприятимуть розвитку класової свідомості робітничого класу. Це, на його думку, призведе до завоювання політичної влади пролетаріатом та, зрештою, до створення безкласового комуністичного суспільства, побудованого на вільній асоціації виробників. Маркс наполягав на реалізації цієї мети, стверджуючи, що робітничий клас має організовано здійснити пролетарську революційну дію, щоб повалити капіталізм і досягти соціально-економічного звільнення.
Карла Маркса характеризують як одну з найвпливовіших постатей сучасної епохи, а його роботи викликають як захоплення, так і критику. Марксизм справив значний вплив на соціалістичну думку та політичні рухи загалом, і впродовж XX століття революційні уряди, що декларували себе марксистськими, прийшли до влади в багатьох країнах. На основі марксизму були розроблені такі ідеологічні доктрини як ленінізм, марксизм-ленінізм, троцькізм, маоїзм та інші. Праці Маркса в галузі економіки мали потужний вплив на сучасні неортодоксальні теорії праці та капіталу, через що його називають одним із головних архітекторів сучасної соціальної науки.

## Життєпис

### Юність
Народився 5 травня 1818 року в Трірі. Його батько Генріх Маркс (нім. Heinrich Marx, народжений як Гершель Леві Мордехай нім. Herschel Levi Mordechai) і мати Генрієта Пресбург (нід. Presborck, нім. Presburg) походили з родин рабинів. Дід з боку матері був нідерландським рабином. Родина матері була досить заможною, а сама вона була тіткою одного із членів родини майбутніх засновників компанії Philips.

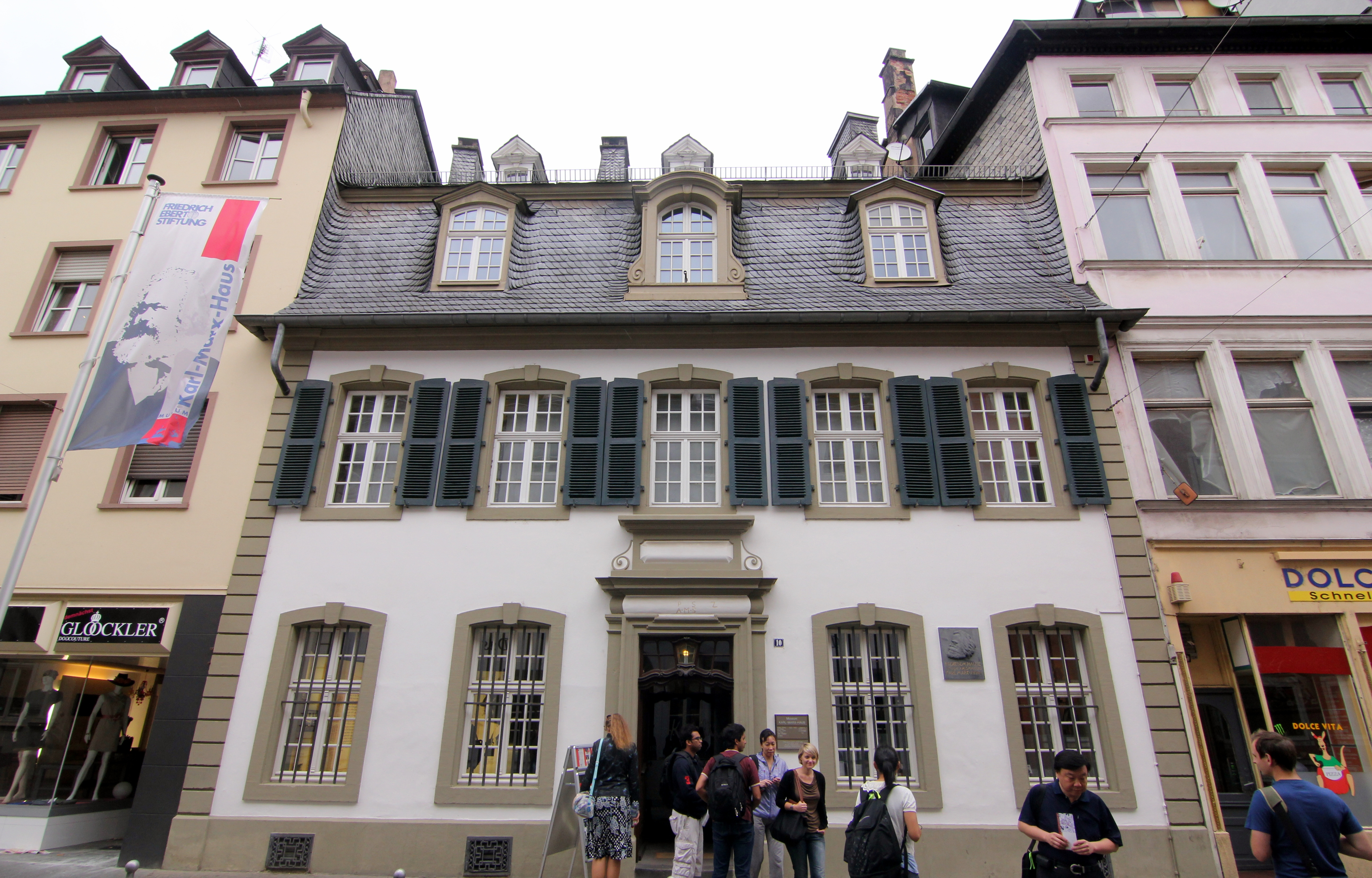
Трір, Брюкенштрассе, № 10

Карл Маркс був третьою дитиною у сім'ї адвоката. Він народився у Трірі, у будинку, який розташовувався на Брюкерґассе, 664 (нім. Brückergasse) (тепер це будинок на Брюкенштрасе (нім. Brückenstraße), № 10, де знаходиться музей Маркса, нім. Karl-Marx-Haus).
15 жовтня 1819 року сім'я переїхала до нового будинку на Сімеонштрасе, 8 (на цьому місці встановлена пам'ятна плита).
1817 року батько прийняв протестантство, щоб не втратити посади судового радника. Карла охрестили у шість років (1824). Це могло обумовити його критичне ставлення до релігії.
У 1830—1835 роках Маркс навчався у Трірській міській гімназії і закінчив її на відмінно у 17-річному віці. 1836 року він заручився зі своєю майбутньою дружиною Женні фон Вестфален (Jenny von Westphalen). По закінченні гімназії навчався у Боннському, згодом у Берлінському університетах, де вивчав юридичні науки, але згодом захопився історією та філософією.

### Розвиток до 1849 року
У 1841 році Карл Маркс закінчив університет, здавши екстерном університетську дисертацію на тему порівняння натурфілософій Демокріта та Епікура. За своїми поглядами Маркс був тоді гегельянцем-ідеалістом. У Берліні він увійшов до гуртка молодогеґельянців (Бруно Бауер та ін.), які прагнули робити з філософії Гегеля атеїстичні й революційні висновки.
Перші твори Маркса також свідчать про його належність до молодогегельянців. У його статтях міститься аналіз і критика гегелівської філософії.
Після закінчення університету Маркс переселився до Бонна, розраховуючи на професуру. Але реакційна політика уряду примусила Маркса відмовитися від наукової кар'єри. У цей час рейнські радикальні буржуа, які мали конфлікт інтересів з лівими гегельянцями, заснували в Кельні опозиційну газету: «Neue Rheinische Zeitung», яка почала виходити з 1 січня 1842 року. У 1842—1843 роках Карл Маркс працював журналістом і редактором у «Райніше Цайтунг» у Кельні. Спочатку Маркс висловлювався за скасування цензури, потім перейшов до відкритої критики уряду (багато його статей були заборонені цензурою або піддавалися жорсткому редагуванню).
До початку січня Маркс майже відкрито закликав до революційного повалення прусської монархії та заміни її демократичним правлінням. Це переповнило чашу терпіння уряду, і в березні 1843 року газету закрили. Ще раніше Марксу довелося залишити посаду редактора, але навіть його звільнення не врятувало газету. Газетна робота продемонструвала Марксу, що він був недосить знайомий із політичною економією, тож він старанно взявся за її вивчення, продовжуючи працювати журналістом.
У 1843 році Маркс одружився із аристократкою Дженні фон Вестфален, племінницею засновника концерну Philips. Молода сім'я переїхала до Парижа, де Маркс познайомився з Генріхом Гейне та у 1844 році започаткував дружбу з Фрідріхом Енгельсом, з яким його до кінця життя об'єднувала спільна робота. Саме Енгельс звернув увагу Маркса на становище робітничого класу.
У 1846 року його вигнано з Парижа, так само як Енгельса, й він переїхав у Брюссель. Там вони написали працю «Німецька ідеологія», яка критикувала ідеї Гегеля і молодогегельянців. Навесні 1847 року Маркс і Енгельс долучилися до таємного пропагандистського товариства «Союз комуністів»— товариства німецьких емігрантів, з якими Маркс познайомився у Лондоні. За дорученням товариства вони склали «Маніфест Комуністичної Партії», який вийшов з друку 21 лютого 1848 року.
Коли вибухнула лютнева революція 1848 року, Маркса вислано з Бельгії. Він повернувся до Парижа, а звідти, після березневої революції, до Німеччини, до Кельна. Там він спробував знову видавати «Rheinische Zeitung». Газета виходила з 1 червня 1848 року до 19 травня 1849 року, після чого була закрита через економічні труднощі та цензуру.

### Лондонське вигнання
Карла Маркса вислано з Німеччини 16 травня 1849 року. Він вирушив зі своєю сім'єю спочатку до Парижа, але його вислано, і звідти після демонстрації 13 червня 1849 року виїхав до Лондона, де й жив до самої смерті.
Умови емігрантського життя були вкрай важкі. Убогість душила Маркса і його сім'ю. Без постійної фінансової підтримки Енгельса та випадкового заробітку від написання статей до газет Маркс не тільки не зміг би закінчити «Капітал», але й неминуче загинув би під гнітом злиднів. У цей час створено його головні економічні твори.
У період з 1856 до 1857 року Карл Маркс опублікував у газетах «Вільна преса Шеффілда» (англ. The Sheffield Free Press) та «Вільна преса» (англ. The Free Press) серію статей під назвою «Викриття дипломатичної історії XVIII століття» (англ. Revelations of the Diplomatic History of the 18th Century), які в 1899 році були перевидані, за матеріалами, які підготувала його дочка Елеонора, як окрема книга з назвою «Таємна дипломатична історія XVIII століття» (англ. Secret Diplomatic History of the Eighteenth Century).
У 1864 році Маркс організував «Міжнародну робітничу асоціацію» (англ. International Workingmen's Association, згодом перейменована у Перший Інтернаціонал). На урочистій промові з приводу створення асоціації Маркс неправильно процитував прем'єр-міністра Вільяма Гладстона, спотворивши його слова так, що ті набули прямо протилежного сенсу (Той нібито заявив «Це п'янке зростання багатства повністю обмежене заможними класами». Насправді той сказав «З тривогою і болем дивився б я на п'янке зростання багатства, якби воно було обмежене тими, хто знаходиться в сприятливих обставинах.» і пояснив, що зростання багатства Великої Британії істотно покращує положення і британських трудящих). Ця фальсифікація (або помилка) сильно дискредитувала організацію.

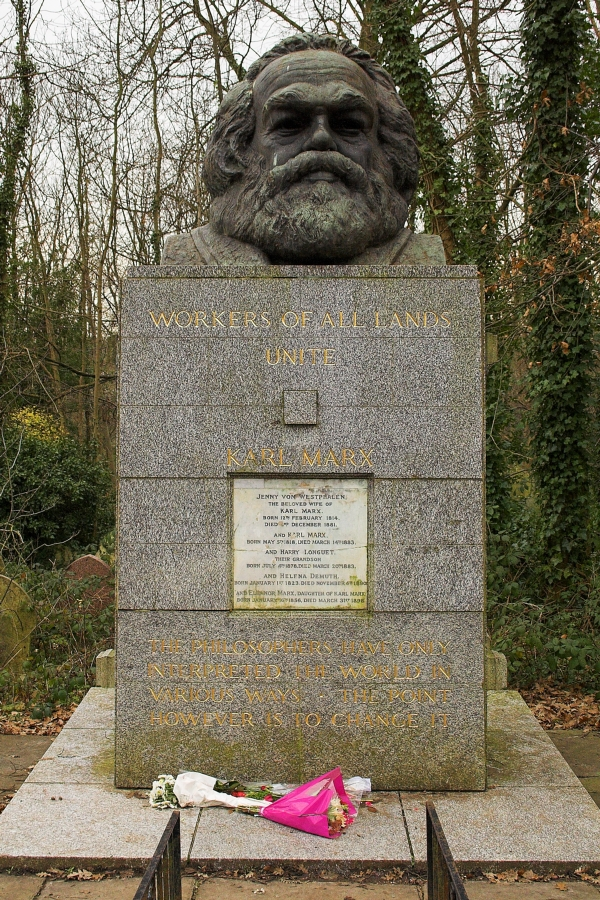
Могила Карла Маркса

Спочатку організація складалася з анархістів, британських трейд'юніоністів, французьких соціалістів та італійських республіканців. Пізніше розбіжності між Марксом та лідером анархістів Михайлом Бакуніним призвели до розриву з анархістами, яких вигнано з організації. У 1872 році, після розгрому Паризької Комуни і в умовах наростання реакції, Перший Інтернаціонал переїхав до Нью-Йорка, але через 4 роки, в 1876 році, був ліквідований на філадельфійській конференції. Всі спроби відновлення організації впродовж подальших 5 років не були успішними. Другий інтернаціонал, в який сьогодні входять провідні партії Великої Британії, Франції, Німеччини, Іспанії і багатьох інших країн Євросоюзу, був встановлений в 1889 році як спадкоємець Першого інтернаціоналу, через 6 років після смерті його засновника.
1867 року вийшов перший том «Капіталу».
Карл Маркс помер у Лондоні, у 64-річному віці й похований там на Гайгейтському цвинтарі (англ. Highgate Cemetery).
Останні томи «Капіталу» Енгельс видав вже після смерті Маркса.

### Родина
У Маркса було семеро дітей: Дженні Кароліна (Дженні Лонге, 1844—1883), Дженні Лаура (Лаура Лафарг, 1845—1911), Едгар (1847—1855), Генрі Едвард Гай («Гвідо», 1849—1850), Дженні Евелін Френсіс («Францишка», 1851—1852), Дженні Джулія Елеонор (1855—1898). Одна дитина померла перш ніж отримала ім'я у липні 1857 року. Попри невеликі статки, Маркс намагався забезпечити для своєї дружини Дженні та дітей умови життя середнього класу. Його дружина померла у 1881 році. Після її смерті, в останні п'ятнадцять місяців життя, Маркс захворів на ГРВІ, яке незабаром перейшло у бронхіт і запалення легень.

## Вчення
Маркс разом із Фрідріхом Енгельсом створив цілісну та послідовну матеріалістичну систему поглядів на світ, історію людства та розвиток суспільства. Ця система поглядів отримала назву марксизм і стала ідеологією марксистського руху.

### Ідейно-теоретичні джерела поглядів
У розвитку своїх ідей Маркс спирався на спадщину німецької класичної філософії, англійської політекономії і французького утопічного соціалізму.

### Матеріалістична діалектика
На відміну від ідеалістичної діалектики Гегеля, марксистська діалектика є матеріалістичною. За Марксом не свідомість чи Бог створюють матерію, а навпаки матерія у своєму постійному русі та розвитку створила свідомість.
Пізнання можливе через органи чуття та розум, а практика є мірилом, яким вимірюється світ та є єдиним критерієм істини.
Діалектичний метод Маркс застосовує також щодо історії, формулюючи матеріалістичний погляд на історію. Не духовний процес, а матеріальні умови є визначальними у розвитку суспільства. У суспільному виробництві люди протягом свого життя перебувають у виробничих відносинах, які насамперед залежать від рівня розвитку продуктивних сил. Сукупність цих виробничих відносин є економічним базисом суспільства, на якому ґрунтуються всі інші процеси життя, зокрема, соціальні, політичні та духовні. Отже, не свідомість окремих людей визначає їхнє буття, а суспільне буття визначає їхню свідомість. На певній стадії розвитку матеріальні сили виробництва починають конфліктувати із виробничими (економічними) відносинами. У випадку, коли виробничі відносини гальмують розвиток продуктивних сил чи вступають із ними у суперечність — виникає підґрунтя для соціальної революції. Зміна економічної бази призводить до зміни суспільства. Але нова форма суспільства виникає тільки там, де існують кращі альтернативи, оскільки людство не ставить собі завдання, які воно не здатне вирішити (див. Гегеля — теза містить антитезу). Буржуазне суспільство є останньою стадією передісторії — останньою формою антагоністичного суспільного виробництва.
В історії людства нічого не трапляється випадково чи стихійно, а все є наслідком чи пов'язано з розвитком економічних та торгових відносин (товарного виробництва). Суспільний розвиток відбувається незалежно від людського мислення, тобто є об'єктивним процесом. Передумовою виникнення безкласового суспільства є, по-перше, розвиток універсальної робочої здатності: універсальність робочої сили через відповідний розвиток навичок у процесі виробництва. Таким чином, робочий клас усвідомлює факт свого становлення універсальними виробниками світу. Другою передумовою виникнення безкласового суспільства є зубожіння населення. Досягнувши певного карколомного пункту, робочий клас скаже: «я є нічим, а мусів би бути усім!». Тоді капіталізм руйнується та виникне соціалізм, а пізніше комунізм.
Релігію Маркс називав «опієм народу» — явищем, яке виникає на певній (ранній) стадії розвитку людства.
Маркс писав, що соціалізм/комунізм буде найбільш вільним, демократичним та соціальним суспільством. Після соціалістичної революції держава поступово вмирає, виникає комунальне самоуправління, децентралізована поліція, замість підприємств — об'єднання. Кожен працює згідно з його можливостями, а отримує відшкодування згідно зі своїми потребами. Такий суспільний стан вимагає як багатства матеріальних речей, так і людей, які можуть контролювати свої потреби.

### Відчуження людини
З поділом праці збільшується відчуження людини. Суть людини полягає в єдності її праці, життя та спільноти. Але вона не просто працює, а виробляє те, що потребує для свого життя. В системі поділу праці не споживча вартість, а мінова вартість є визначальною, точніше те, скільки отримує за свою працю, оскільки не є власником виробництва. Людина є колесом у великій машині, робоча сила стає також товаром, який може купуватися та продаватися. У капіталістичному суспільстві працівник відчужується від результатів своєї праці так, що він сам собі стає чужим, а також інші люди стають йому чужими.
Розв'язання цієї проблеми полягає в подоланні поділу праці, що не значить повернення до непродуктивної праці та простих умов життя. Нові працівники є універсальними, вони впізнали би себе в своїй продукції, але на вищому рівні, бо стали б універсальними виробниками світу (негація негації — див. Гегеля). А людська суть є сукупністю суспільних відносин (див. Аристотель).

### Теорія класів і класової боротьби
К. Маркс сам визначив свій внесок:

| Щодо мене, то мені не належить ні заслуга відкриття існування класів у сучасному суспільстві, ні відкриття їх боротьби між собою. Буржуазні історики задовго до мене виклали історичний розвиток цієї боротьби класів, а буржуазні економісти — економічну анатомію класів. Те, що я зробив нового, полягало у доведенні такого:по перше що існування класів пов'язане лише із певними історичними фазами розвитку виробництва, по друге що класова боротьба із необхідністю приводить до диктатури пролетаріату, по третє що ця диктатура сама є лише переходом до знищення усяких класів та до суспільства без класів[28] |.

### Економічна теорія криз
Маркс визначив природу криз у капіталістичному суспільстві та довів[джерело?] невипадковість та закономірну періодичність криз у буржуазному суспільстві. Капіталіст (власник фабрики, корпорація) намагається збільшувати свої прибутки, а для цього збільшує норми виробітки та систематично зменшує витрати на оплату найманої праці, тобто заробітну плату працівників. Однак, оскільки, працівники є членами суспільства, яке споживає вироблену продукцію, відповідно зменшується попит та виникає криза перевиробництва, коли вироблену продукцію немає кому купувати.

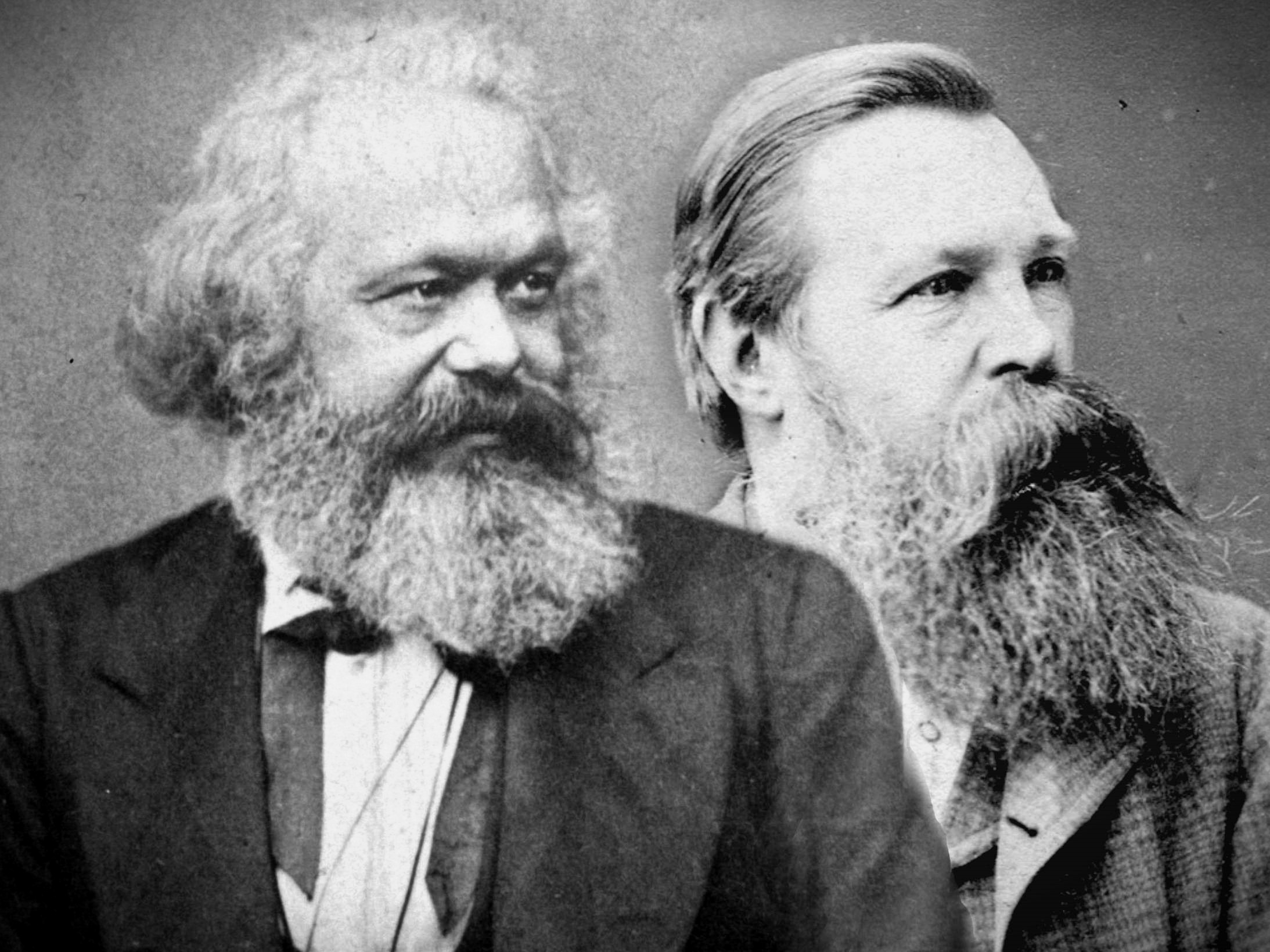
Карл Маркс і Фрідріх Енгельс, впливові соціалістичні мислителі та економісти.

Як економіст Маркс не розробляє проєкт майбутніх соціалістичних форм суспільства, тобто його система не є нормативною, а позитивною (він пояснює та аналізує, а не надає рекомендації). Соціалістичні утопії, на його думку, обмежують революційне мислення, оскільки там вимагається підтримка вищих верств населення, які добровільно ніколи не підтримуватимуть такі ідеї. Робочий клас може лише шляхом соціалістичних перетворень реалізувати свою свободу. Ця свобода є для Маркса економічною проблемою. Тому він ретельно аналізує капіталістичну систему. Проте, він не просто критикує вчення англійських класиків, але інтерпретує по-своєму та доповнює їх вчення. Саморуйнація капіталістичної системи є результатом спрямованості всієї історії до остаточної форми суспільства — соціалізму.
У часи, коли жив Маркс, не було таких понять як «глобалізація», «споживацтво», «постіндустріальне суспільство», «інформаційне суспільство», тому у наукових працях Маркса немає відповідей на деякі гострі проблеми сучасної світової економіки. Але це не зменшує методологічного значення творів Маркса як цінного першоджерела для вивчення проблем глобальної економіки.[джерело?]

#### Теорія трудової вартості та додаткової вартості
Якщо застосовувати послідовно теорію про трудову вартість товару Рікардо, прибуток підприємців обґрунтувати не можливо. Якщо вартість товару не дорівнює середній кількості робочих годин, які необхідні для його виробництва, тоді прибуток неможливий. З іншого боку, згідно з цією теорією, робітники отримуватимуть тільки ту платню, якої вистачає для виживання. Тому ця теорія не могла бути правильною. Проте, Маркс не намагався запропонувати нову теорію оплати праці, він її тільки по-своєму перетлумачив: вартість товару відповідає виконаній праці, проте, робітники отримують тільки стільки, скільки їм потрібно для виживання. Всі інші години, які не оплачуються, є додатковою вартістю. Її привласнює собі капіталіст, не маючи на це права, оскільки тільки робота є продуктивним фактором. Таке використання робочої сили капіталістами є наслідком капіталістичної системи, а не результатом обману або більшої влади з боку конкретного капіталіста.

#### Закон про зменшення ставки прибутку
Витрати виробництва (загальний капітал) складаються із робочої сили (змінний капітал) та товарів, що куплені на ринку (постійний капітал). Останній не виробляє додаткової вартості, але, згідно з Марксом, забирає її. Чим капітало-інтенсивнішим є виробництво, тим меншим відсоток прибутку = додаткова вартість / загального капіталу (при константному відсотку використання). Внаслідок цього, із прибутку фінансуються нові інвестиції, які збільшують продуктивність та відсоток додаткової вартості. З іншого боку, через постійну акумуляцію збільшується постійний капітал та відсоток прибутку зменшується. Цей факт, а також конкуренція між підприємцями змушує капіталістів акумулювати в повному обсязі додаткову вартість з метою збільшення загального прибутку для компенсації зменшеного відсотка прибутку.

#### Кризові фази
1. Прибуток збільшується внаслідок збільшення виробництва. Своєю чергою, збільшується зайнятість, а також інвестиції.
2. Через акумуляцію додаткової вартості та використання її для інвестицій зменшується попит трудящого робочого класу. Окрім цього, через купівлю нових апаратів виробництва люди звільнюються, що призводить до додаткового зменшення попиту.
3. Виникає загальна криза, зменшуються ціни на товари та робочу силу. Водночас постійний капітал знецінюється. Відсоток прибутку збільшується й таким чином, збільшення виробництва (збільшення найманих працівників) стає привабливою альтернативою. Це призводить до повернення до 1-ї фази.

#### Теза щодо виникнення безкласового суспільства
Постійні кризи згубно впливають на соціальну структуру (в сенсі Гегеля — кількісні зміни впливають на якісні). Все більше малих та середніх підприємств банкрутують та відбувається концентрація капіталу в кількох руках. З іншого боку, все більшою стає кількість безробітних, вони зубожіють (теорія зубожіння). Таким чином, маси повстають проти капіталістів та капіталістична система доходить до саморуйнації. Відбувається соціалістична революція та суспільний клас капіталістів зникає. Проте класова структура суспільства зберігається, доки революційний клас пролетарів не саморозчиниться у народі. На шляху до таких змін, писав Маркс у своїх працях, буде багато перешкод, бід і страждань, тобто прихід пролетаріату швидше за все буде ознаменований потужними суспільними змінами та потрясіннями. (Ці думки Маркса зустрічаються у російському перекладі 1920-х років, проте згодом його праці перекладають заново, щоб не було таких явних натяків на тодішній СРСР.[джерело?])

## Сучасники про Карла Маркса
- Фрідріх Енгельс
- Михайло Бакунін
- Отто фон Бісмарк
- Роза Люксембург
- Карл Каутський
- Вільгельм Лібкнехт

Маркс був суворим пуристом; він часто старанно і довго підшукував правильний вислів. Він ненавидів зайве вживання іншомовних слів, і якщо він, не зважаючи на це, часто вживав іншомовні слова — там, де предмет цього і не вимагав, — то це слід пояснити тим, що він довго перебував за кордоном, головним чином в Англії. Але яку величезну кількість оригінальних, чисто німецьких словотворів і словосполучень знаходимо ми в Маркса, який, не зважаючи на те, що він дві третини свого життя був за кордоном, має величезні заслуги перед німецькою мовою і належить до найбільших майстрів і творців німецької мови…[джерело?]

- Російський народник М. О. Морозов:

Я вже бачив тоді в еміграції його портрети … і сміючись, пам'ятається, сказав йому, що він вражаюче схожий на свій портрет. А він теж сміючись відповів мені, що йому і крім цього випадку бувало дивно чути про свою схожість з своїми портретами, тоді як звичайно портрети схожі з оригіналом. Він був дуже уважний і привітний до мене, хоч і в голосі, і в манерах відчувалася свідомість їм свого видатного становища.

Пам'ятник Карлу Марксу на території Київської кондитерської фабрики «Рошен»

## Вшанування пам'яті

#### Населені пункти
- Маркс — місто (з 1918 року) в Росії, адміністративний центр Марксовського муніципального району Саратовскої області.
- Софіївка — (до 2016 року — Карло-Марксове) — селище Єнакієвської міської громади Горлівського району Донецької області, Україна.
- Хемніц — (з 1953 по 1990 рік — Карл-Маркс-Штадт) — місто в Німеччині, у федеральній землі Саксонія.

#### Музей
У рідному місті Трір є Музей Карла Маркса.

#### Монументи
Монумент Карлові Марксу у місті Хемніц.
2018 року у місті Трір до 200-річчя з дня народження йому встановили пам'ятник.
У місті Шанхай (КНР) є пам'ятник Марксу та Енгельсу.
Пам'ятник Марксу у Москві.

#### Колишні
У 2014 році у Житомирі було демонтовано пам'ятник Марксу разом з постаментом.
У 2016 році у Києві демонтували пам'ятник Марксу, що був на території Київської кондитерської фабрики «Рошен».
16 вересня 2022 року демонтовано пам'ятник Карлу Марксу у місті Арциз Одеської області.
19 вересня 2022 року демонтовано пам'ятник Карлу Марксу у селі Холмське Одеської області.

#### Вулиці
Алея Карла Маркса у Берліні.
Площа Карла Маркса у Берліні.
Також вулиці Карла Маркса є у німецьких містах Берлін, Бад-Фраєнвальде, Бремен, Трібзес та Трір.
Вулиця Карла Маркса у містах Росії, Білорусі.
У містах України згідно з законом про декомунізацію були перейменовані вулиці Карла Маркса. Вулиці Карла Маркса існують лише на території тимчасово окупованого АР Крим та ОРДЛО.

## Твори
- Відмінність між натурфілософією Демокріта і натурфілософією Епікура (Differenz der demokritischen und epikureischen Naturphilosophie, дисертація, 1841)
- Економічно-філософські рукописи [вперше опубліковані 1932 року після смерті Маркса] (Ökonomisch-philosophische Manuskripte, 1844)
- Тези про Фойєрбаха [вперше опубліковані 1888 року після смерті Маркса] (Thesen über Feuerbach, 1845)
- Свята родина [у співавторстві з Фрідріхом Енґельсом] (Die heilige Familie, 1845)
- Німецька ідеологія [у співавторстві з Фрідріхом Енґельсом; вперше опублікована 1932 року після смерті Маркса] (Die deutsche Ideologie, 1846)
- Злидні філософії (Das Elend der Philosophie, 1847)
- Маніфест комуністичної партії [у співавторстві з Фрідріхом Енґельсом] (Manifest der Kommunistischen Partei, 1848)
- Наймана праця і капітал (Lohnarbeit und Kapital, 1849)
- Класова боротьба у Франції 1848—1850 (Die Klassenkämpfe in Frankreich 1848 bis 1850, 1850)
- Вісімнацяте Брюмера Луї Бонапарта (Der achtzehnte Brumaire des Louis Bonaparte, 1852)
- Викриття дипломатичної історії XVIII століття. (стаття для англійського часопису «The Free Sheffield Press», 1856)
- Нарис критики політичної економії [вперше опублікований 1939 року, після смерті Маркса] (Grundrisse der Kritik der politischen Ökonomie, 1857—1858)
- До критики політичної економії (Zur Kritik der politischen Ökonomie, 1859)
- Пан Фоґт (Herr Vogt, 1860)
- Заробітна платня, ціна й зиск (Lohn, Preis und Profit, 1865)
- Капітал, т. 1 (Das Kapital. Band 1, 1867)
- Громадянська війна у Франції (The Civil War in France, 1871)
- Критика Ґотської програми (Kritik des Gothaer Programms, 1875)
- Капітал, т. 2 [опублікований під редакцією Фрідріха Енґельса після смерті Маркса] (Das Kapital. Band 2, 1885)
- Капітал, т. 3 [опублікований під редакцією Фрідріха Енґельса після смерті Маркса] (Das Kapital. Band 3, 1894)
- Капітал (Теорії додаткової вартості), т. 4 [опублікований під редакцією Карла Кауцького після смерті Маркса] (Das Kapital (Theorien ϋber den Mehrwert). Band 4, 1905—1910)

## Видання українською
- Карл Маркс і Фрідріх Енґельс. Комуністичний маніфест / Пер. з нім. В. Левинського. — Клівленд: Виданє Української федерації Американської соціялїстичної партії, 1917. — 60 с.
- Карл Маркс і Фрідріх Енґельс. Про диктатуру пролєтаріяту (зібрав Е. Дран) / Пер. з нім. С. Вікула. — Берлін; Київ, 1921. — 32 с.
- Карл Маркс. Заробітна плата, ціна й зиск / Пер. з нім. О. Бондаренка за ред. Г. Петренка. — Харків; Берлін; Нью-Йорк: Українсько-американське видавництво «Космос», 1923. — 70 с.
- Карл Маркс. Злидні філософії. Відповідь на «Філософію злиднів» Прудона / Пер. з нім. С. Вікула. — Харків; Берлін; Нью-Йорк: Українсько-американське видавництво «Космос», 1923. — 136 с.
- Карл Маркс. Наймана праця й капітал / Пер. з нім. — Харків: Червоний шлях, 1925.
- Карл Маркс. Вісімнацяте Брюмера Луї Бонапарта / Пер. з нім. М. та І. Степанови. — Харків: Державне видавництво України, 1925. — 106 с.
- Карл Маркс. Громадянська війна у Франції / Пер. з нім. С. Буди. — Харків: Червоний шлях, 1925. — 72 с.
- Карл Маркс. До критики політичної економії / Пер. з нім. М. Порша за ред. Є. Касяненка. — Харків: Державне видавництво України, 1926. — 198 с.
- Карл Маркс. Капітал. Критика політичної економії. Том I. Кн. I / Пер. з нім. за ред. А. Річицького і В. Щербаненка. — Харків: Державне видавництво України, 1927.
- Карл Маркс. Фоєрбах / Пер. з нім. — Харків: Державне видавництво України, 1930.
- Карл Маркс і Фрідріх Енґельс. Вибрані листи / Уклав В. В. Адоратський. Переклав О. Соболів. — Харків: Пролетар, 1931.
- Карл Маркс. Клясова боротьба у Франції 1848—1850 / Пер. з нім. П. Бензя. — Харків: Пролетар, 1932. — 116 с.
- Карл Маркс. Критичні уваги на книгу А. Ваґнера «Загальна або теоретична національна економія» / Пер. з нім. за ред. Д. Рабиновича. — Харків: Пролетар, 1932. — 40 с.
- Карл Маркс. Листи до Куґельмана (з років 1862—1874). — Харків: Пролетар, 1933. — 116 с.
- Карл Маркс. Капітал. Критика політичної економії. Том I. Кн. I / Пер. з нім. за ред. Д. Рабиновича. — Київ: Партвидав ЦК КП(б)У, 1934. — 840 с.
- Карл Маркс. Капітал. Критика політичної економії. Том III. Ч. I. Кн. III / Пер. з нім. за ред. Д. Рабиновича. — Київ: Партвидав ЦК КП(б)У, 1936. — 440 с.
- Карл Маркс. Вибрані твори. Том 1. / Пер. з нім. за ред. Д. Рабиновича. — Київ: Партвидав ЦК КП(б)У, 1936.
- Карл Маркс. Критика Готської програми. — Київ: Видавництво політичної літератури при РНК УРСР, 1938. — 78 с.
- Карл Маркс і Фрідріх Енґельс. Революція в Іспанії. — Київ, 1938.
- К. Маркс і Ф. Енгельс. Вибрані листи. — Київ, 1954.
- Карл Маркс. Капітал. Том I. Книга I. Процес виробництва капіталу / Пер. І. Степанова-Скворцова, перевірений і виправлений. — Київ: Політвидав, 1954. — 790 с.
- Карл Маркс. Капітал. Том III. Частина перша і друга. Книга III. Процес капіталістичного виробництва, взятий в цілому / Пер. І. Степанова-Скворцова, перевірений і виправлений. — Київ: Політвидав, 1954. — 926 с.
- К. Маркс і Ф. Енгельс. Про релігію. — Київ, 1965.
- К. Маркс і Ф. Енгельс. Маніфест комуністичної партії. — Київ, 1968.
- Карл Маркс і Фрідріх Енгельс. З ранніх творів / Пер. з рос. — Київ: Видавництво політичної літератури України, 1973. — 596 с.
- К. Маркс і Ф. Енгельс. Маніфест комуністичної партії. — Київ, 1975.
- К. Маркс і Ф. Енгельс. Про мистецтво. — Київ, 1978.
- К. Маркс. Капітал (три томи в одній книзі). — Київ, 1982.
- К. Маркс і Ф. Енгельс. Вибрані твори в 3-х томах. — Київ: Видавництво політичної літератури України, 1984.
- К. Маркс і Ф. Енгельс. Повне зібрання творів. 50 тт. — Київ, 1958—1985 (переклад з 2-го російського видання].
  - Т. 1. — 1958. — 657 с.
  - Т. 2. — 1958. — 622 с.
  - Т. 3. — 1959. — 603 с.
  - Т. 4. — 1959. — 591 с.
  - Т. 5. — 1960. — 613 с.
  - Т. 6. — 1960. — 739 с.
  - Т. 7. — 1961. — 636 с.
  - Т. 8. — 1961. — 676 с.
  - Т. 9. — 1962. — 674 с.
  - Т. 10. — 1962. — 736 с.
  - Т. 11. — 1962. — 760 с.
  - Т. 12. — 1963. — 830 с.
  - Т. 13. — 1963. — 727 с.
  - Т. 14. — 196?. — ? с.
  - Т. 15. — 1963. — 758 с.
  - Т. 16. — 1963. — 811 с.
  - Т. 17. — 1963. — 815 с.
  - Т. 18. — 1964. — 774 с. : іл.
  - Т. 19. — 1964. — 642 с.
  - Т. 20. — 1965. — 775 с. : іл.
  - Т. 21. — 1964. — 712 с. : іл.
  - Т. 22. — 1965. — 768 с. : іл.
  - Т. 23. — 1965. — 847 с. : іл. (Капітал. Критика політичної економії. Том I).
  - Т. 24. — 1964. — 598 с. : іл. (Капітал. Критика політичної економії. Том II).
  - Т. 25, ч. 1. — 1963. — 507 с. : іл. (Капітал. Критика політичної економії. Том III, книга I).
  - Т. 25, ч. 2. — 1965. — 511 с. : іл. (Капітал. Критика політичної економії. Том III, книга II).
  - Т. 26, ч. 1. — 1965. — 447 с. (Капітал. Критика політичної економії. Том IV, книга I).
  - Т. 26, ч. 2. — 1967. — 663 с. (Капітал. Критика політичної економії. Том IV, книга II).
  - Т. 27. — 1965. — 671 с.
  - Т. 28. — 1965. — 734 с.
  - Т. 29. — 1965. — 708 с.
  - Т. 30. — 1965. — 726 с.
  - Т. 31. — 1966. — 663 с.
  - Т. 32. — 1966. — 769 с.
  - Т. 33. — 1967. — 749 с.
  - Т. 34. — 196?. — ? с.
  - Т. 35. — 1967. — 504 с. : іл.
  - Т. 36. — 1968. — 572 с.
  - Т. 37. — 1967. — 749 с.
  - Т. 38. — 1968. — 692 с.
  - Т. 39. — 196?. — ? с.
  - Т. 40. — 1979. — 703 с.
  - Т. 41. — 1979. — 578 с.
  - Т. 42. — 1980. — 504 с.
  - Т. 43. — 1980. — XXIY, 559 с.
  - Т. 44. — 1983. — XXII, 720 с.
  - Т. 45. — 1981. — XXII, 609 с.
  - Т. 46, ч. 1. — 1982. — XXVI, 515 с.
  - Т. 46, ч. 2. — 1982. — VI, 578 с.
  - Т. 47. — 1983. — XXI, 616 с.
  - Т. 48. — 1983. — 633 с.
  - Т. 49. — 1984. — 518 с.
  - Т. 50. — 1985. — 601 с.
- Карл Маркс і Фрідріх Енґельс. Маніфест комуністичної партії / Пер. з нім. — Київ: Вперед, 2010. — 56 с.

## Критика марксизму
У творах Маркса відсутнє розгорнуте описання майбутнього, яке б мало бути збудовано згідно з його концепцією.
До найбільш серйозних критиків марксизму слід віднести Австрійську економічну школу.

### Статті
- Круглий стіл «Філософської думки»: Ідеологія і утопія. Спадщина марксизму і сучасна політична реальність (О. Білий (модератор), Є. Бистрицький, Є. Головаха, А. Єрмоленко, В. Кебуладзе, Р. Кобець, В. Козловський, С. Макеєв, С. Пролеєв, В. Скуратівський) // «Філософська думка» (Київ). — 2018. — № 2. — С. 6—67.
- В. І. Ленін Карл Маркс // Карл Маркс. Капітал. Критика політичної економії. Том I. Кн. I / Пер. з нім. за ред. Д. Рабіновича. — Київ: Партвидав ЦК КП(б)У, 1934.  — С. 47—72.
- Філософська еволюція Маркса // Георгій Плеханов. Твори. — Харків: Держвидав України, 1930.

### Твори Маркса
- Економічно-філософські рукописи (1844) [Архівовано 2 грудня 2011 у Wayback Machine.]
- Тези про Фойєрбаха (1845) [Архівовано 24 жовтня 2013 у Wayback Machine.]
- Про пролетаріят (1845) [Архівовано 18 грудня 2013 у Wayback Machine.]
- Німецька ідеологія (1846) [Архівовано 9 грудня 2013 у Wayback Machine.]
- Злидні філософії. Відповідь на «Філософію злиднів» Прудона (1847) [Архівовано 4 квітня 2016 у Wayback Machine.]
- Заробітна плата (1847) [Архівовано 26 квітня 2015 у Wayback Machine.]
- Маніфест комуністичної партії (1848) [Архівовано 24 жовтня 2013 у Wayback Machine.]
- Наймана праця і капітал (1849) [Архівовано 1 листопада 2013 у Wayback Machine.]
- Клясова боротьба у Франції 1848—1850 (1850) [Архівовано 25 грудня 2014 у Wayback Machine.]
- Вісімнацяте Брюмера Луї Бонапарта (1852) [Архівовано 24 жовтня 2013 у Wayback Machine.]
- До критики політичної економії (1859) [Архівовано 28 січня 2014 у Wayback Machine.]
- Заробітна платня, ціна й зиск (1865) [Архівовано 4 квітня 2016 у Wayback Machine.]
- Форма вартости (1867) [Архівовано 1 листопада 2013 у Wayback Machine.]
- Громадянська війна у Франції (1871) [Архівовано 9 листопада 2013 у Wayback Machine.]
- Критика Готської програми (1875) [Архівовано 8 квітня 2014 у Wayback Machine.]
- Критичні уваги на книгу А. Ваґнера «Загальна або національна економія» (1879—1881) [Архівовано 20 квітня 2014 у Wayback Machine.]

### Про нього і його ідеї
- Й. А. Багмут: Українські Переклади «Капіталу» К. Маркса. Мовознавство 1967 № 03 травень-червень.
- А. Гальчинський. Переосмислення Маркса — актуальність для України в сучасному контексті (2013). [Архівовано 9 березня 2016 у Wayback Machine.]
- Ж. Дерріда. Привиди Маркса (1993). [Архівовано 13 березня 2016 у Wayback Machine.]
- Д. Донцов. Енгельс, Маркс і Ляссаль про неісторичні нації (1914). [Архівовано 4 квітня 2016 у Wayback Machine.]
- Г. Дрепер. «Диктатура пролетаріату» в Маркса й Енгельса (1987).
- У. Еко. Месіанське начало в Марксові підказує йому справді біблійний пафос (1998). [Архівовано 11 квітня 2016 у Wayback Machine.]
- У. Еко. Привид (Маркса) блукає в умовах глобалізації (2015). [Архівовано 13 березня 2016 у Wayback Machine.]
- А. Кулаков. Критичний потенціал утопії (2003). [Архівовано 4 квітня 2016 у Wayback Machine.]
- В. І. Ленін. Карл Маркс (1914). [Архівовано 5 квітня 2016 у Wayback Machine.]
- В. Лібкнехт. Стиль Маркса (1896). [Архівовано 15 вересня 2017 у Wayback Machine.]
- Ф. Мерінґ. Карл Маркс. Історія його життя / Пер. з нім. П. Бензя. — Харків: Пролетар, 1931. — 515 с. [Архівовано 12 березня 2016 у Wayback Machine.]
- О. Онопенко. Злободенний Маркс (2013).
- Г. Плеханов. Філософська еволюція Маркса. [Архівовано 30 березня 2016 у Wayback Machine.]
- Г. Плеханов. Соціяльні і філософські погляди Маркса (1890-ті). [Архівовано 13 жовтня 2016 у Wayback Machine.]
- Г. Плеханов. Карл Маркс (1903). [Архівовано 13 жовтня 2016 у Wayback Machine.]
- Б. Рассел. Карл Маркс (1945). [Архівовано 13 жовтня 2016 у Wayback Machine.]
- Т. Совел. Маркс, Людина (1985). [Архівовано 28 серпня 2016 у Wayback Machine.]
- Ю. Стеклов. Карл Маркс. Його життя й діяльність 1818—1883 (1922). [Архівовано 28 вересня 2015 у Wayback Machine.]
- А. Тоскано. Переосмислюючи Маркса і релігію (2016). [Архівовано 29 липня 2016 у Wayback Machine.]
- А. Фоґараші. Природа й суспільство у Маркса та Енґельса (1929). [Архівовано 20 листопада 2021 у Wayback Machine.]
- О. В. Ясь. Карл Маркс та Україна (2009). [Архівовано 2 січня 2014 у Wayback Machine.]
- Харуки Вада. Карл Маркс и революционная Россия (1977) [Архівовано 3 червня 2018 у Wayback Machine.]